# Метчук, Карен
Карен Метчук (нем. Caren Metschuck, в замужестве Ман, нем. Mahn; род. 27 сентября 1963, Грайфсвальд, Росток) — немецкая пловчиха, трёхкратная чемпионка летних Олимпийских игр 1980 года, трёхкратная чемпионка Европы.

## Биография
Карен Метчук родилась в 1963 году в Грайфсвальде. Начала плавать с 8 лет, спустя 2 года присоединилась к спортивному клубу Sportclub Empor Rostock. В 1978 году на чемпионате мира по водным видам спорта Метчук в составе сборной ГДР заняла второе место в эстафете 4×100 метров вольным стилем. На летних Олимпийских играх 1980 года в Москве она победила на дистанции 100 м баттерфляем, а также в эстафетах 4×100 м вольным стилем и в комбинированной 4×100 метров в составе сборной ГДР. Кроме того, она завоевала серебряную медаль на дистанции 100 м вольным стилем, уступив соотечественнице Барбаре Краузе. Она также одержала три победы на чемпионате Европы по водным видам спорта 1981 года.
За свою спортивную карьеру Метчук установила 3 мировых рекорда. После завершения карьеры стала школьной учительницей и тренером в своём клубе. Изучала медицину в Ростокском университете. В 1990 году была включена в Зал Славы мирового плавания. Впоследствии выяснилось, что по указанию тренеров Метчук принимала допинг.